# Eduardo Bengoechea
Eduardo Bengoechea (* 2. Juli 1959 in Córdoba) ist ein ehemaliger argentinischer Tennisspieler.

## Leben
Bengoechea stand 1977 in der zweiten Runde des Juniorenturniers von Wimbledon. Im Jahr darauf wurde er Tennisprofi und konnte 1980 seinen ersten und einzigen Einzeltitel auf der ATP Challenger Tour erringen. Zehn Jahre später gewann er mit Christian Miniussi den einzigen Doppeltitel seiner Karriere, ebenfalls auf einem Challenger-Turnier. Im Laufe seiner Karriere konnte er nie einen Titel auf der ATP Tour erringen. Im Jahr 1987 gelang ihm eine positive Saisonbilanz mit 26:17 Siegen. In diesem Jahr erreichte er auch seine höchste Notierung in der Tennisweltrangliste; nach Halbfinalteilnahmen in Hamburg, Florenz, Gstaad, Hilversum und Barcelona wurde er auf Position 21 im Einzel geführt. Die beste Platzierung im Doppel hielt er 1985 mit Position 153. Seine letzte durchgehende Profisaison spielte er 1991; danach spielte er nur zweimal bei unterklassigen Turnieren. 2000 spielte er zwei Turniere der ATP Seniors Tour und wurde argentinischer Ü40-Meister, in der Folge wurde er auf Position 11 der Senioren-Rangliste geführt. Nach einer Erstrundenniederlage 2002 trat er jedoch nicht mehr auf der Senior Tour an.
Sein bestes Einzelergebnis bei einem Grand-Slam-Turnier war das Erreichen der dritten Runde bei den French Open, was ihm zwei Mal gelang. 1981 stand er dort in der Doppelkonkurrenz ebenfalls in der dritten Runde. Im Mixed erreichte er 1985 die zweite Runde der French Open.
Bengoechea spielte 1986 zwei Doppelpartien für die argentinische Davis-Cup-Mannschaft. Beide Partien konnte er gewinnen, wurde jedoch in der Folge nicht mehr berücksichtigt. 1996 war er Teamchef der argentinischen Davis-Cup-Mannschaft.

## Erfolge
| Legende                       |
| Grand Slam                    |
| Tennis Masters Cup            |
| ATP Masters Series            |
| ATP International Series Gold |
| ATP International Series      |
| ATP Challenger Series (4)     |

### Einzel

#### Turniersiege
| Nr. | Datum            | Turnier      | Belag     | Finalgegner      | Ergebnis |
| --- | ---------------- | ------------ | --------- | ---------------- | -------- |
| 1.  | 7. Dezember 1980 | Buenos Aires | Sand      | Carlos Castellan | 7:6, 6:2 |
| 2.  | 9. November 1986 | São Paulo    | Hartplatz | Luiz Mattar      | 6:3, 6:4 |

### Doppel

#### Turniersiege
| Nr. | Datum            | Turnier        | Belag     | Partner            | Finalgegner                 | Ergebnis      |
| --- | ---------------- | -------------- | --------- | ------------------ | --------------------------- | ------------- |
| 1.  | 7. Dezember 1986 | Rio de Janeiro | Hartplatz | Diego Pérez        | Nelson Aerts Fernando Roese | 6:7, 7:6, 6:4 |
| 2.  | 22. April 1990   | Porto          | Sand      | Christian Miniussi | José Clavet Francisco Roig  | 6:3, 6:0      |

#### Finalteilnahmen
| Nr. | Datum             | Turnier          | Belag | Partner         | Finalgegner                     | Ergebnis      |
| --- | ----------------- | ---------------- | ----- | --------------- | ------------------------------- | ------------- |
| 1.  | 2. März 1985      | Buenos Aires (1) | Sand  | Diego Pérez     | Martín Jaite Christian Miniussi | 4:6, 3:6      |
| 2.  | 13. November 1988 | Buenos Aires (2) | Sand  | José Luis Clerc | Carlos Costa Javier Sánchez     | 3:6, 6:3, 3:6 |